# Limnophila glabra
Limnophila glabra är en grobladsväxtart som först beskrevs av Benj., och fick sitt nu gällande namn av Kerr. Limnophila glabra ingår i släktet Limnophila och familjen grobladsväxter. Inga underarter finns listade i Catalogue of Life.